# Măgheruș, Mureș
Măgheruș, mai demult Măgieruș, (în dialectul săsesc Manjersch, în germană Maniersch, Mängersch, Mangerß, în maghiară Küküllőmagyarós, Szászmagyaros, Magyaros) este un sat în comuna Nadeș din județul Mureș, Transilvania, România.

## Monumente
- Biserica evanghelică din Măgheruș

## Personalități

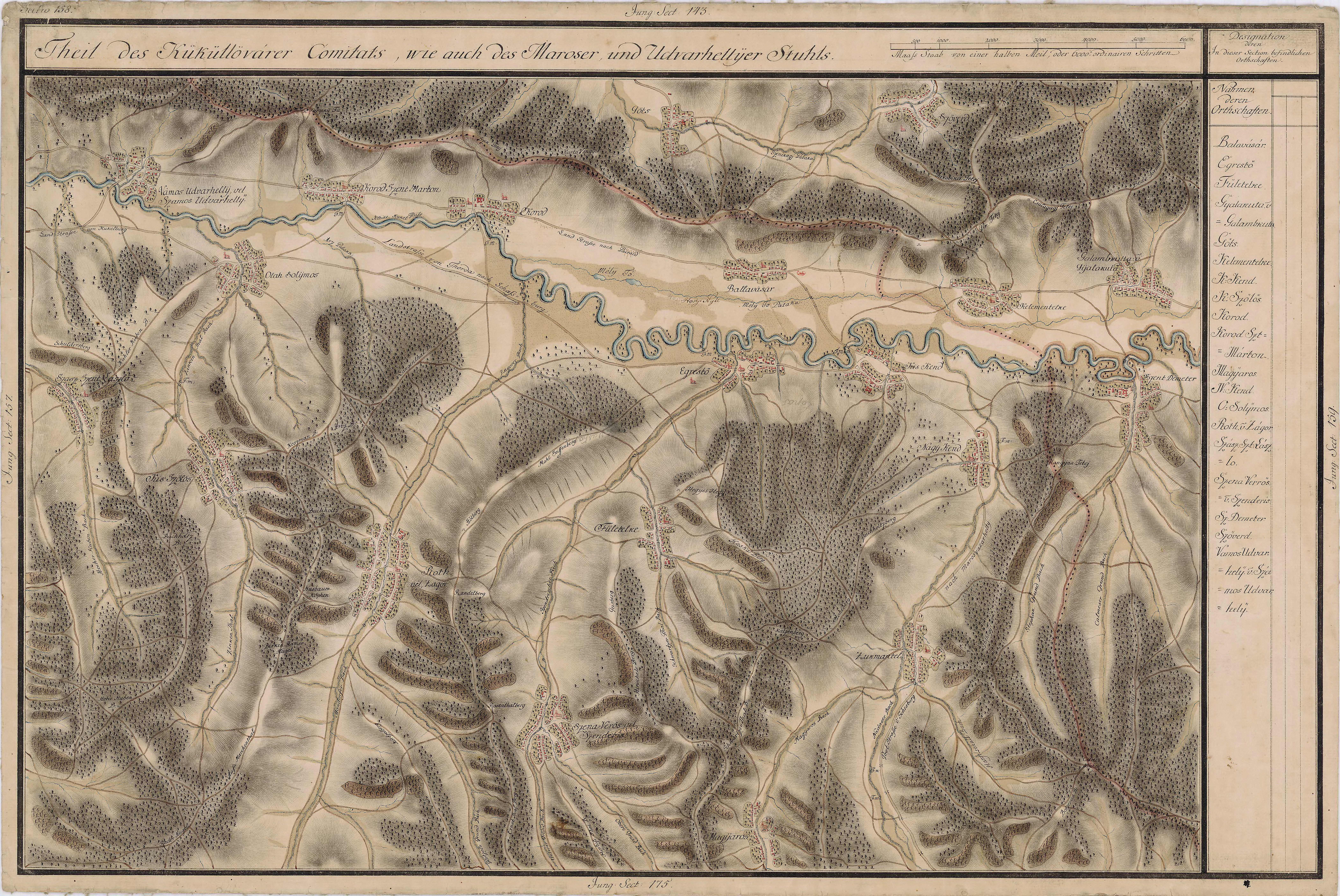
Măgheruș pe Harta Iosefină a Transilvaniei, 1769-73

- Johannes Höchsmann (1841-1905), istoric

## Imagini

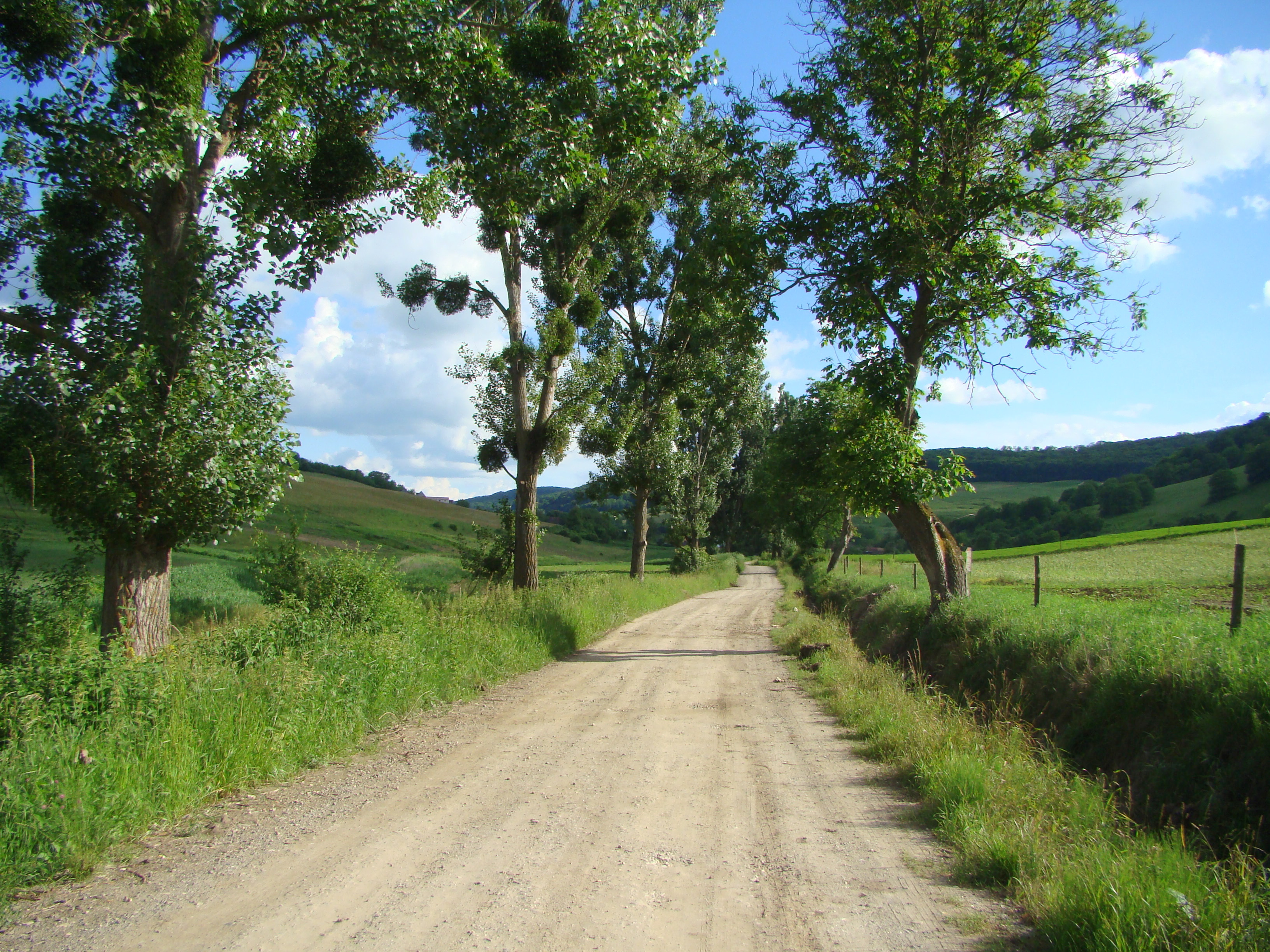
Drumul Țigmandru-Măgheruș
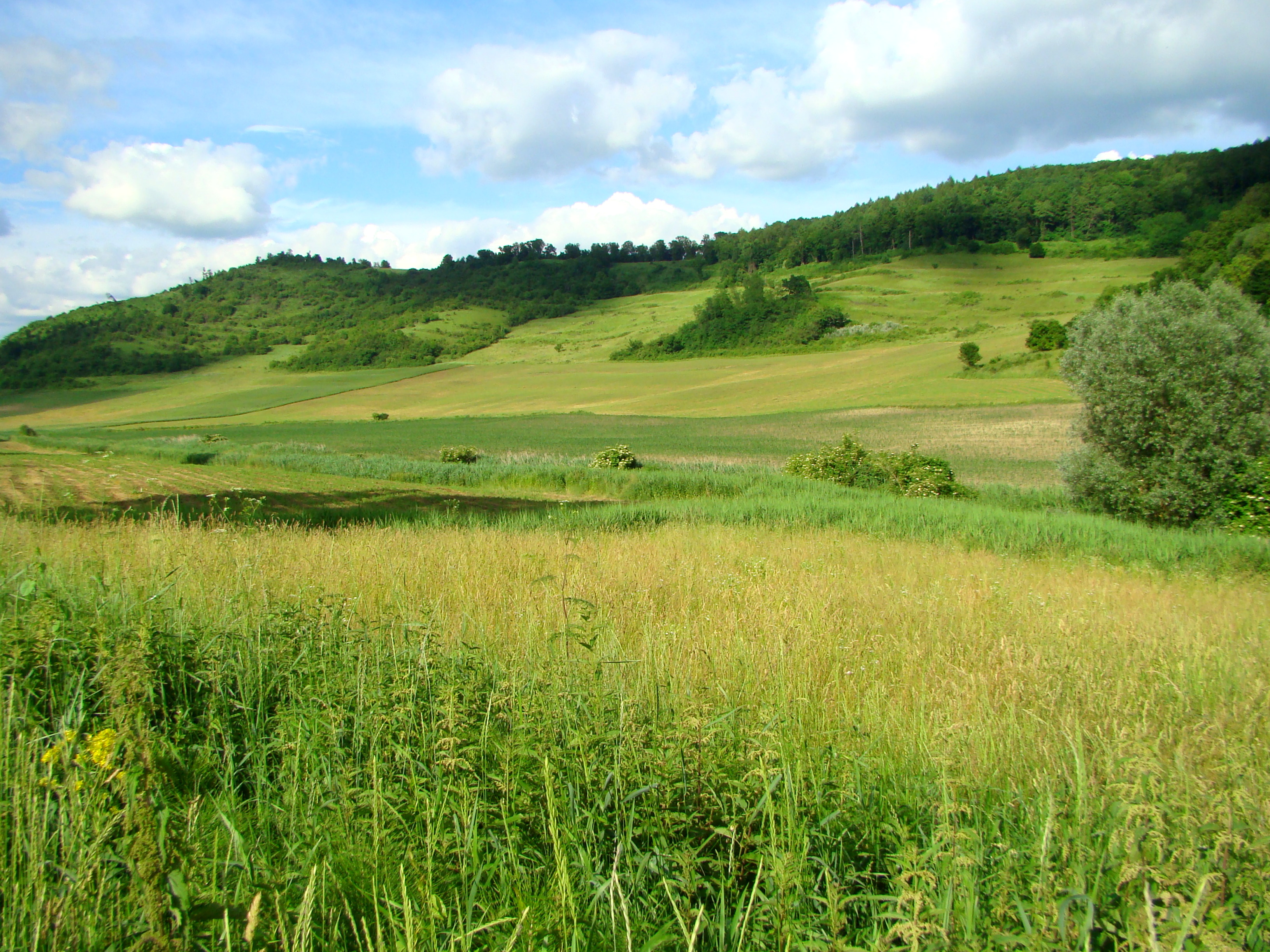
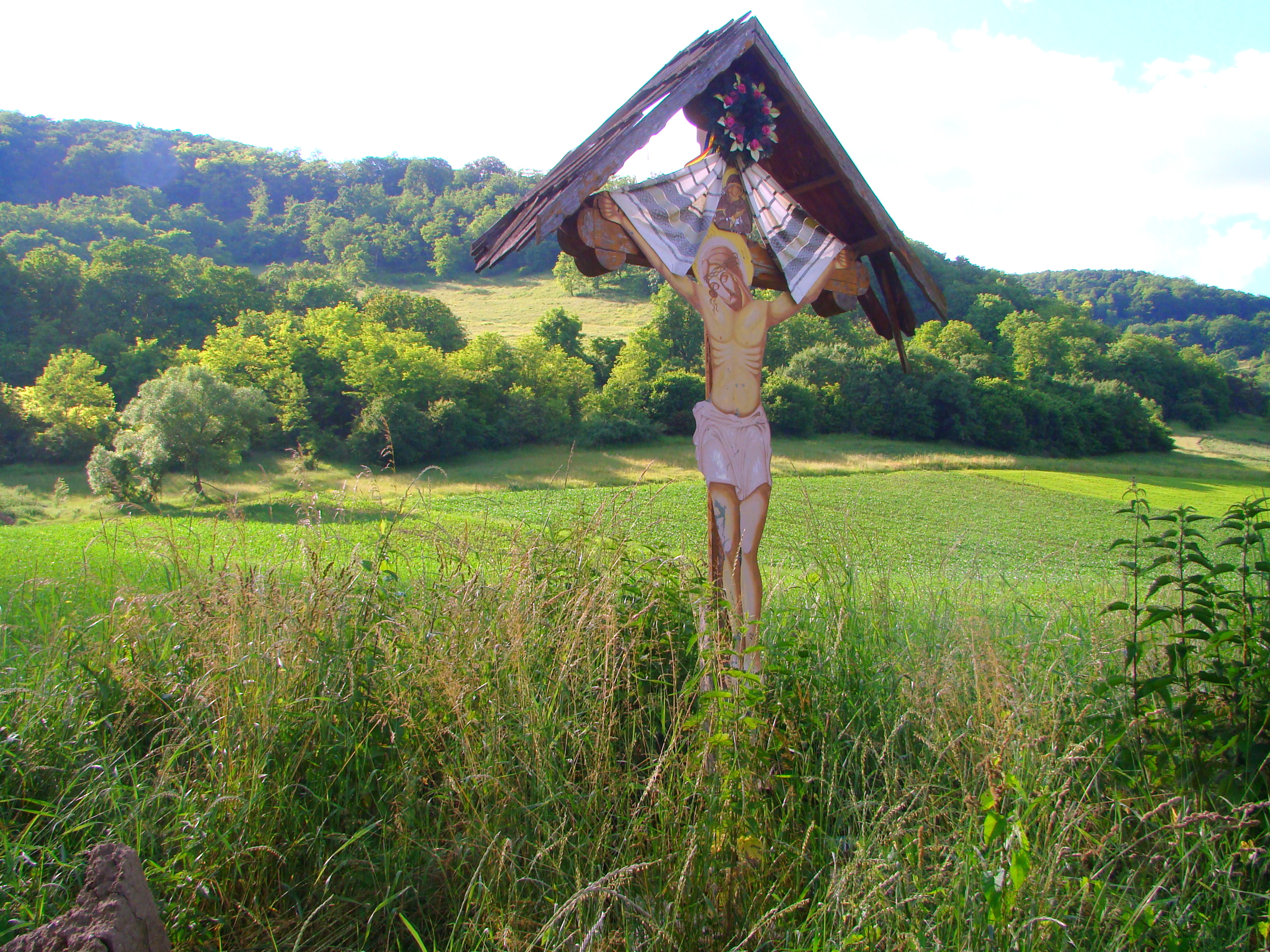
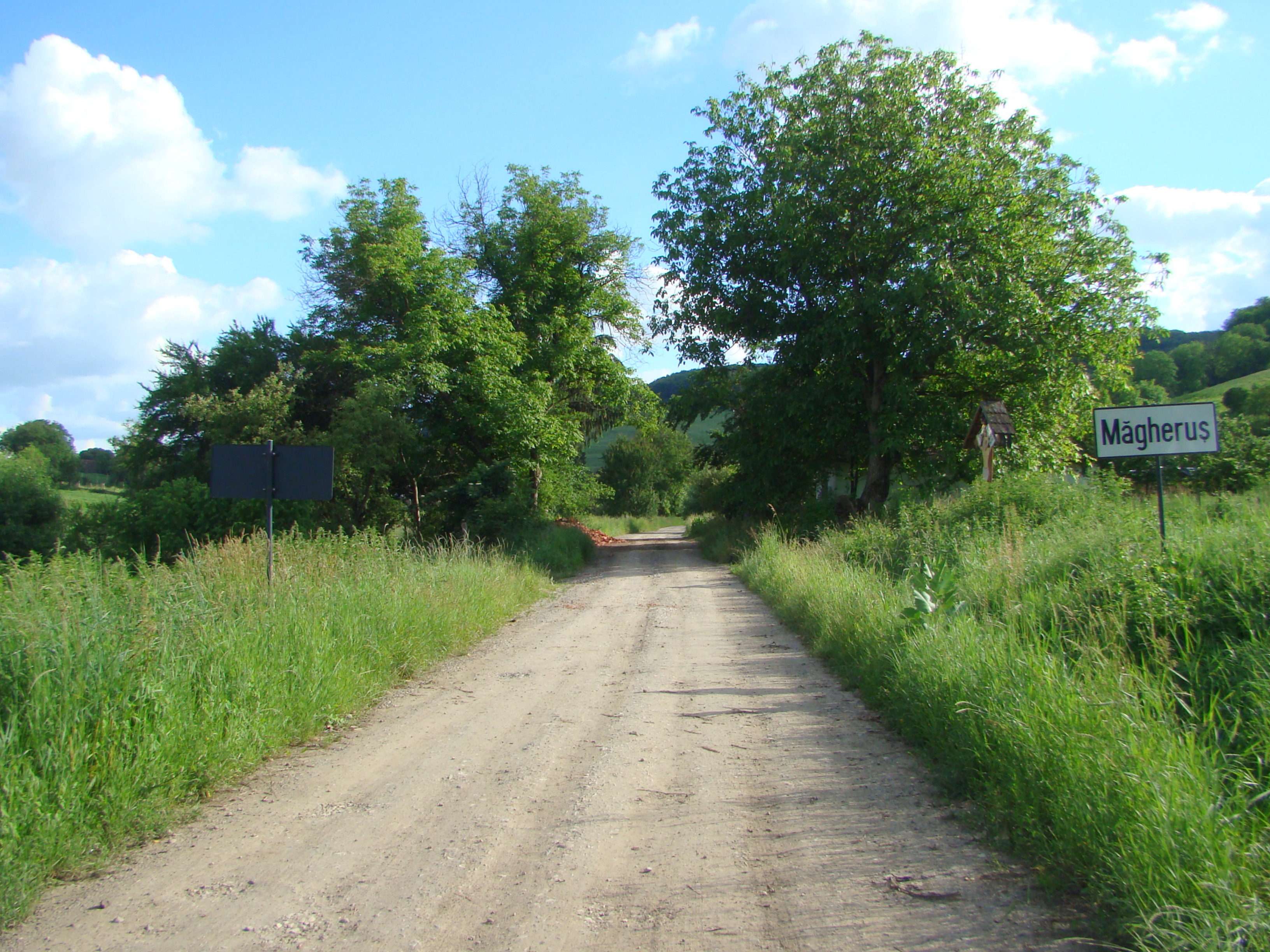
Intrarea în localitate
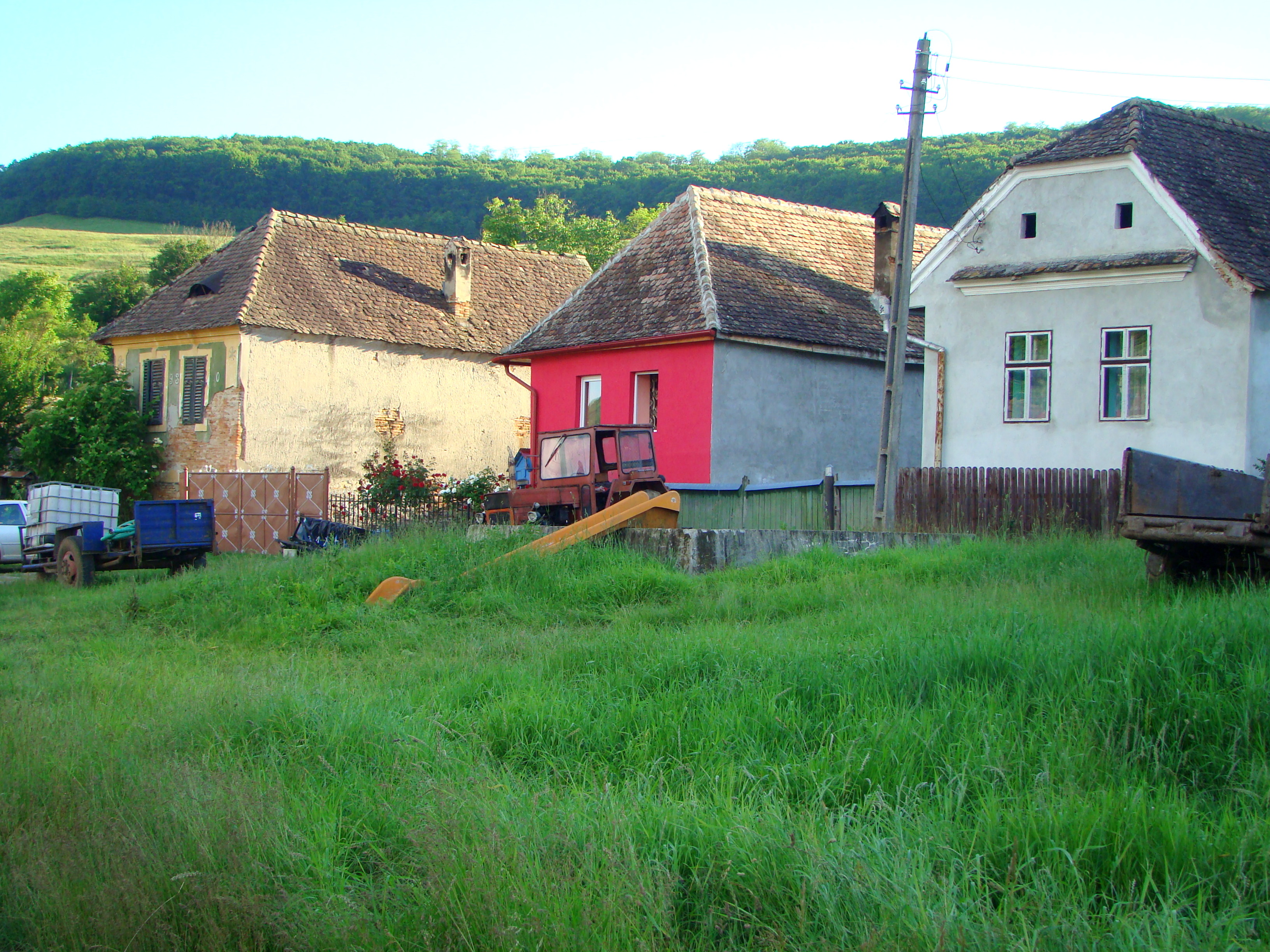
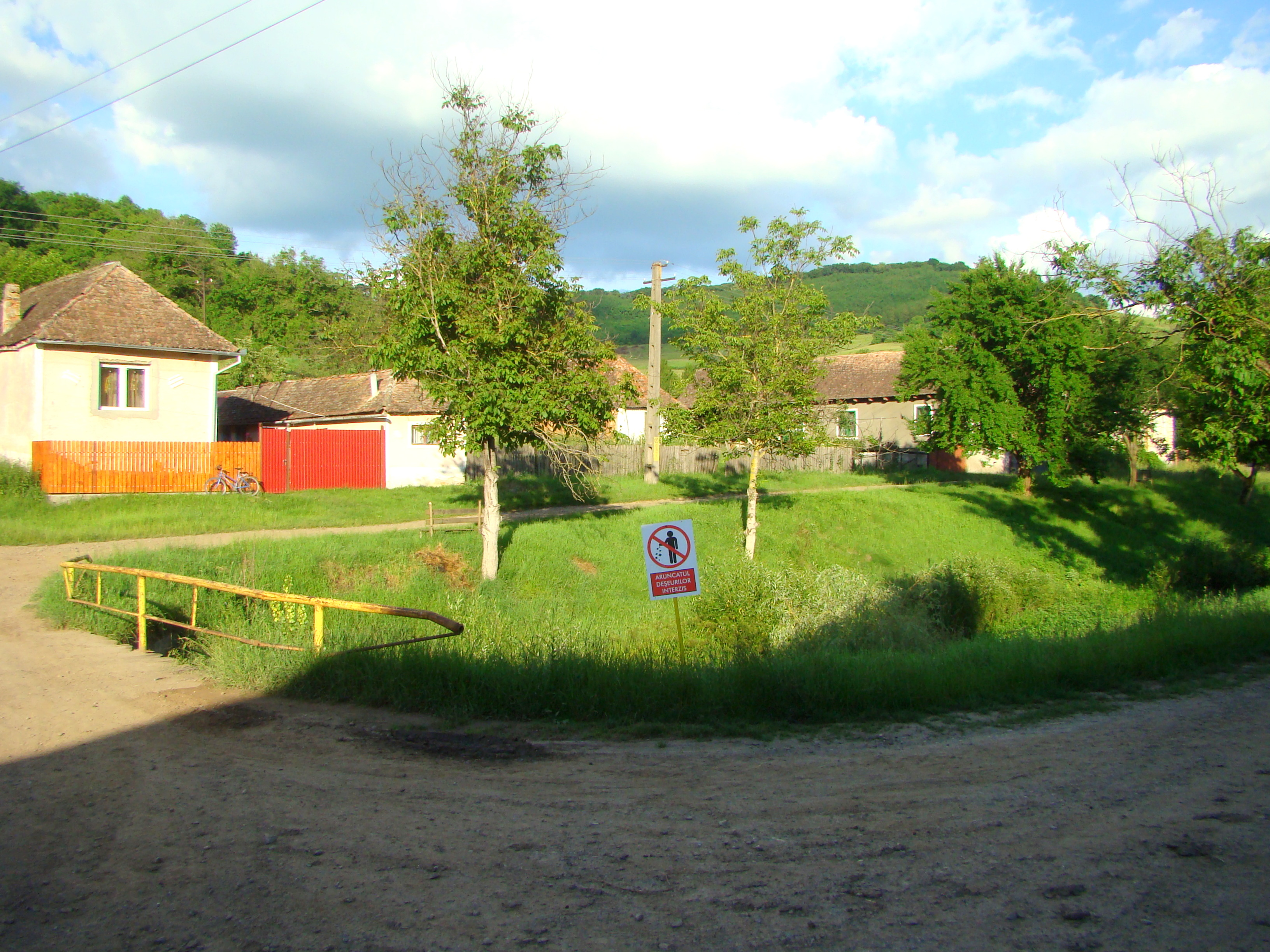
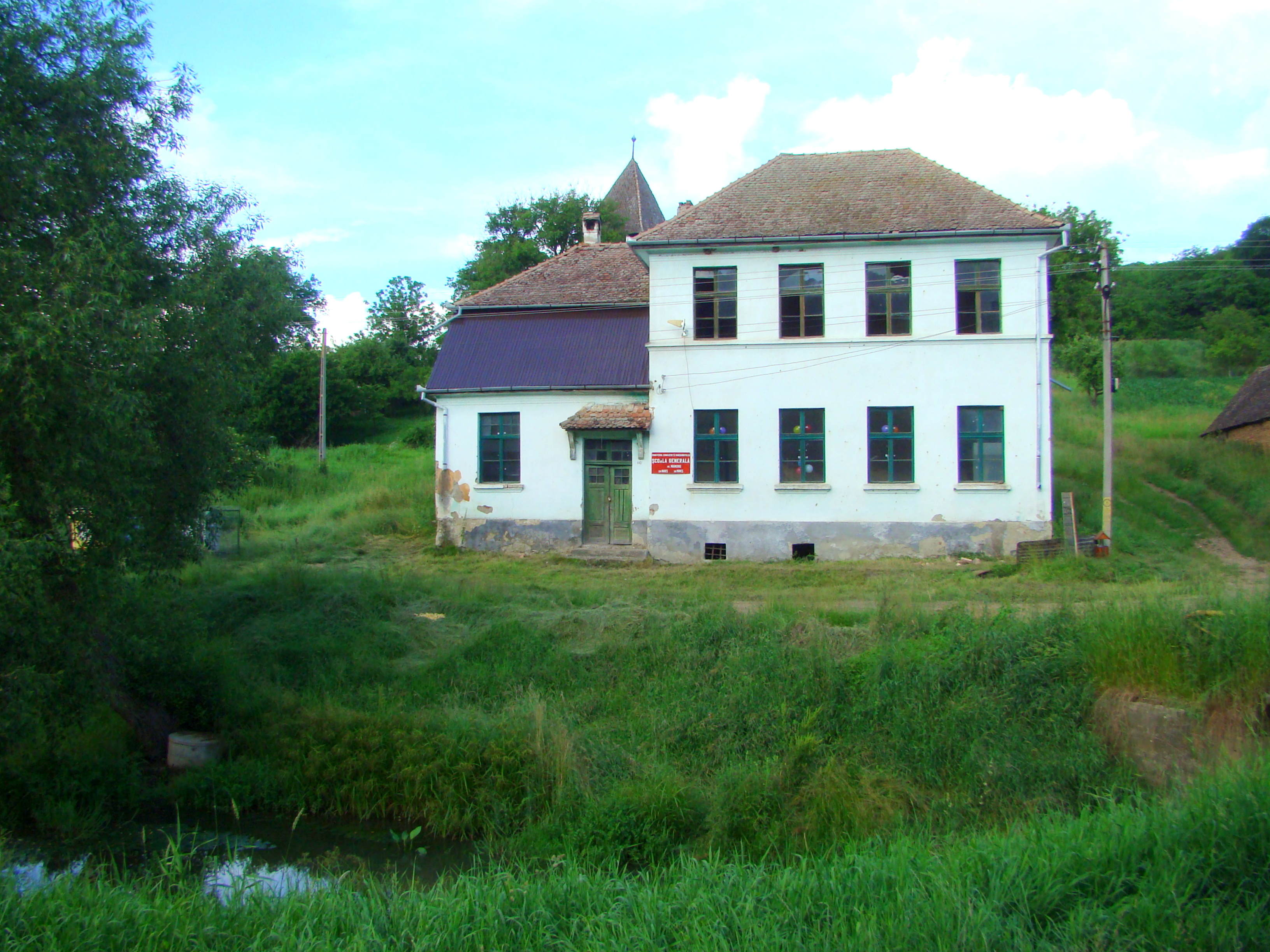
Școala
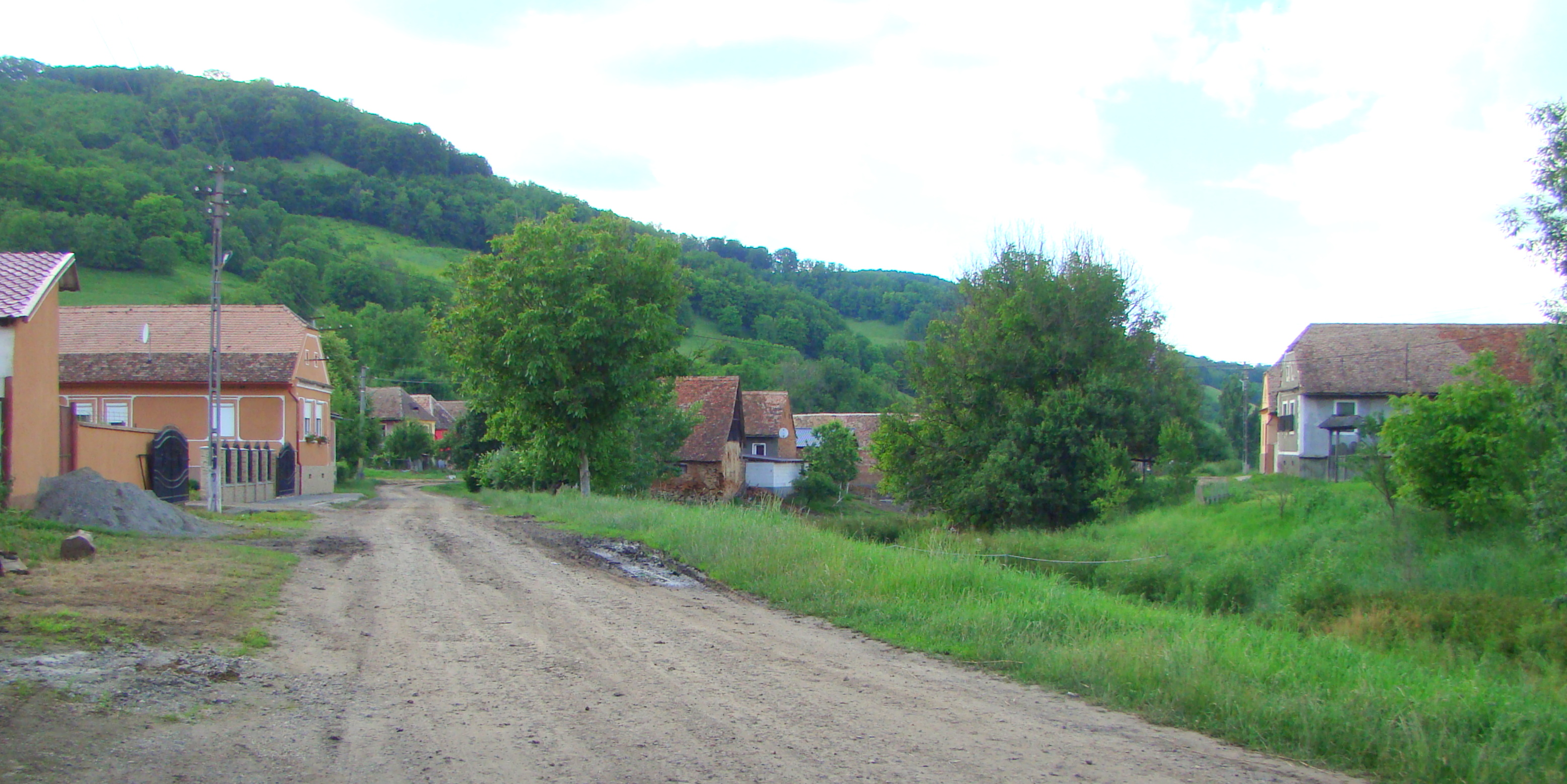
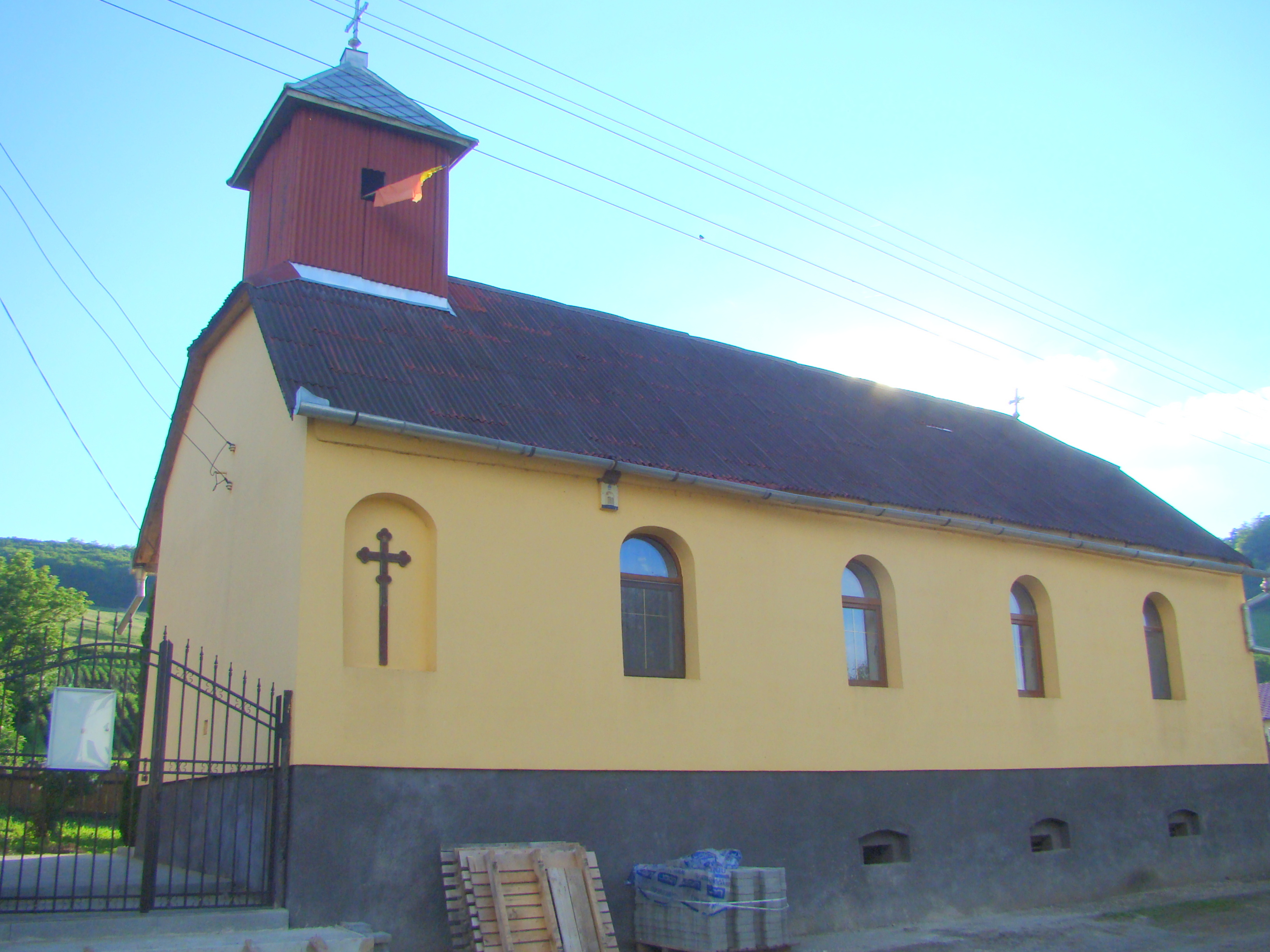
Biserica ortodoxă
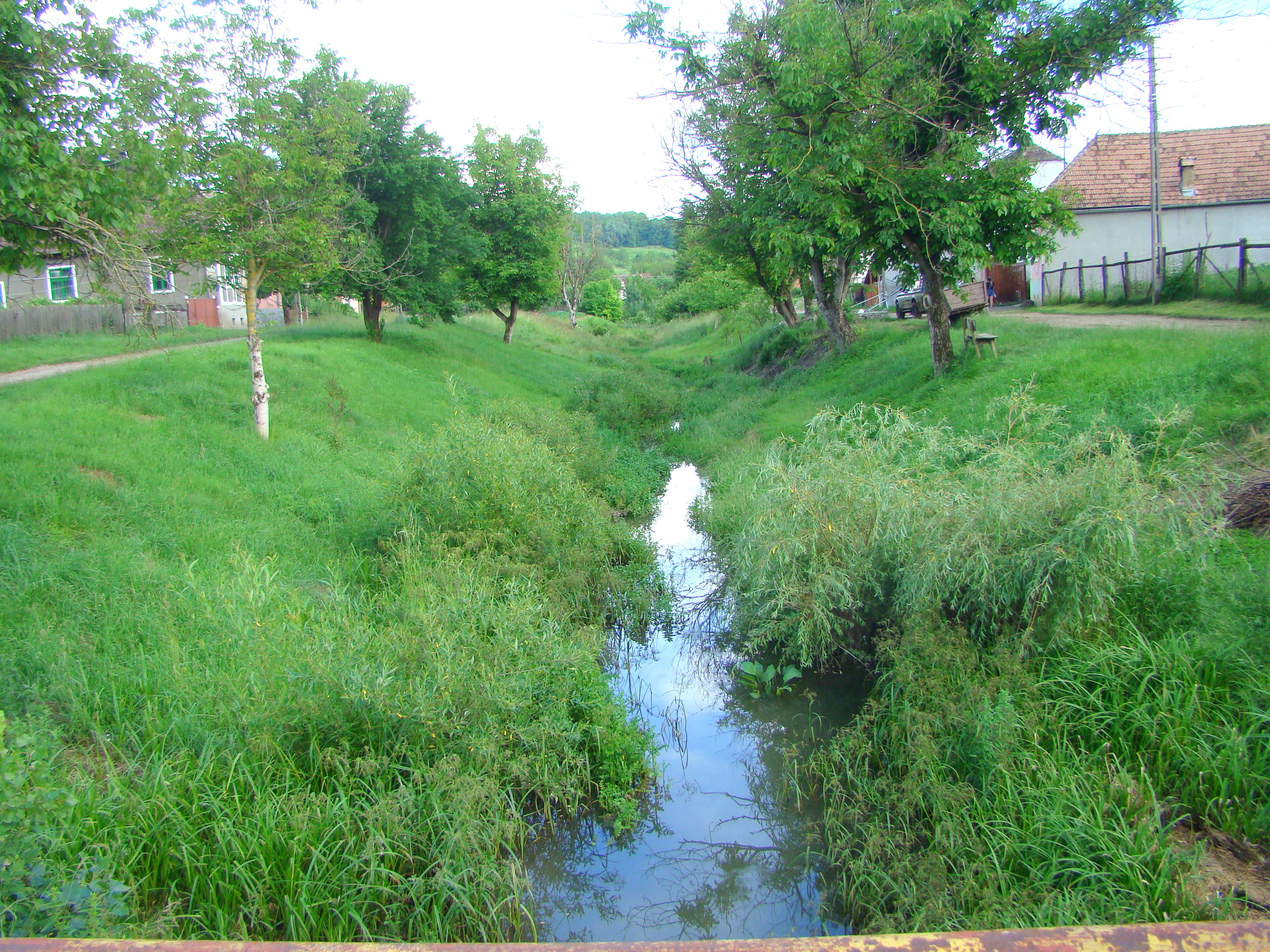
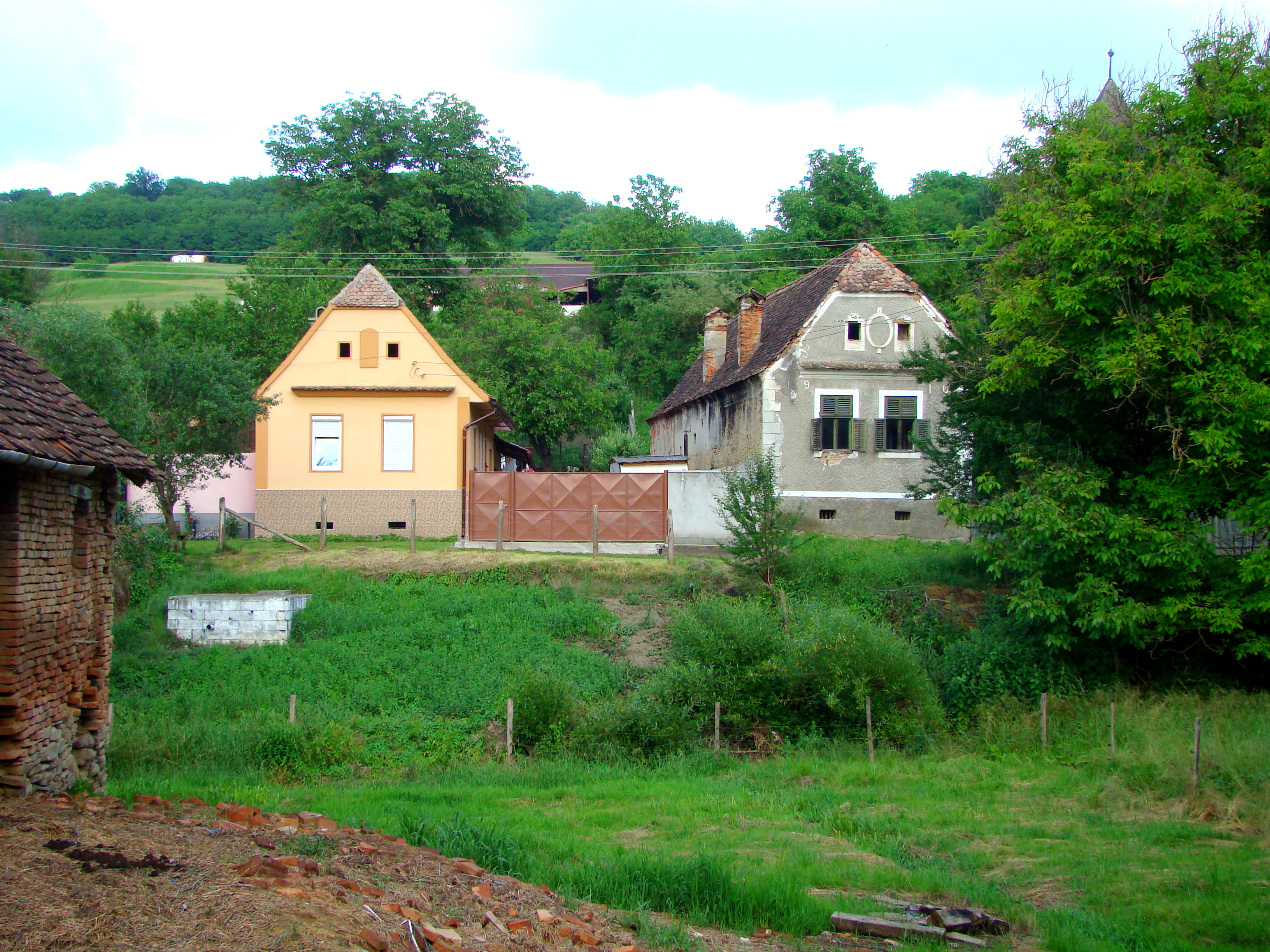
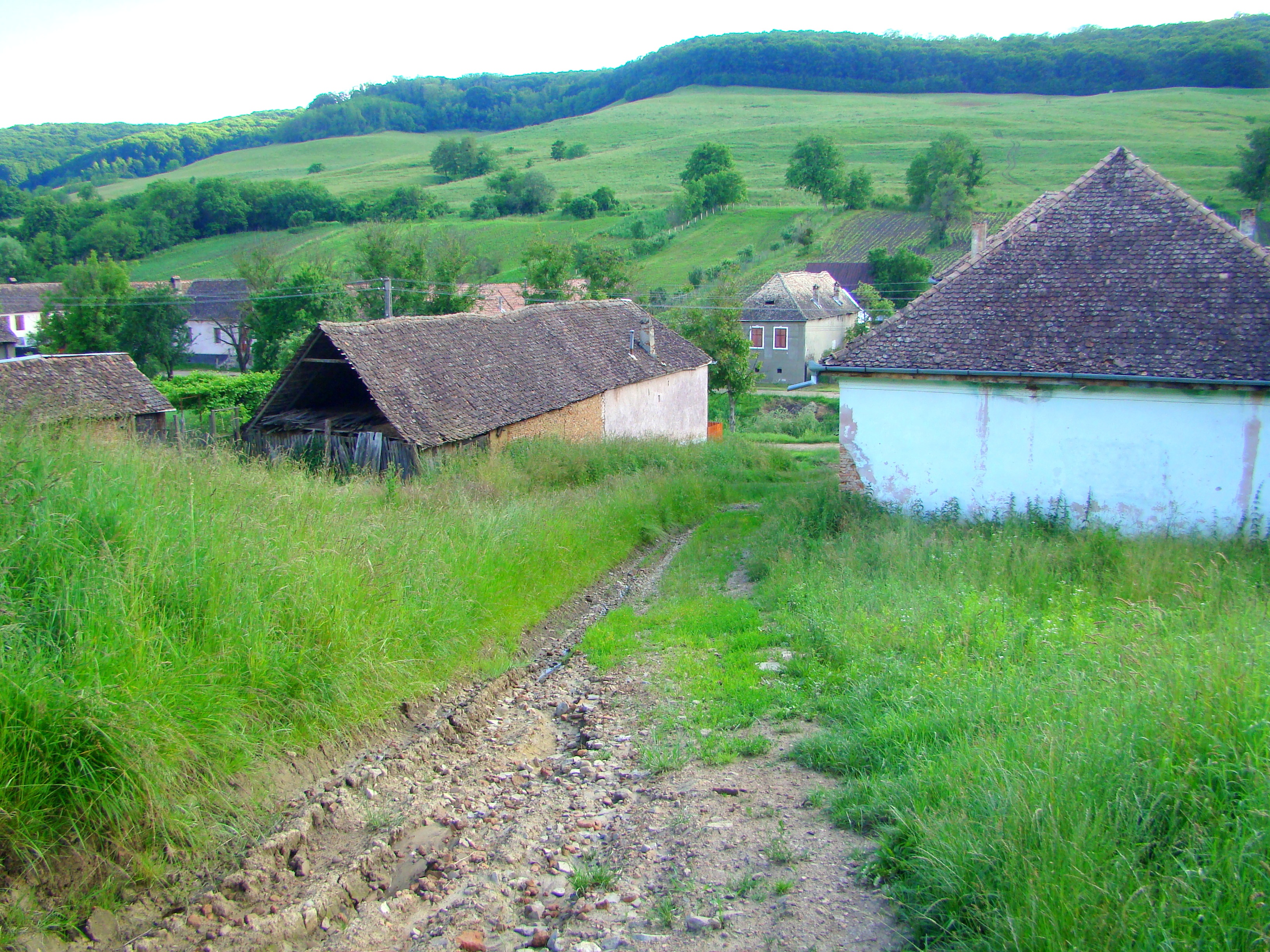
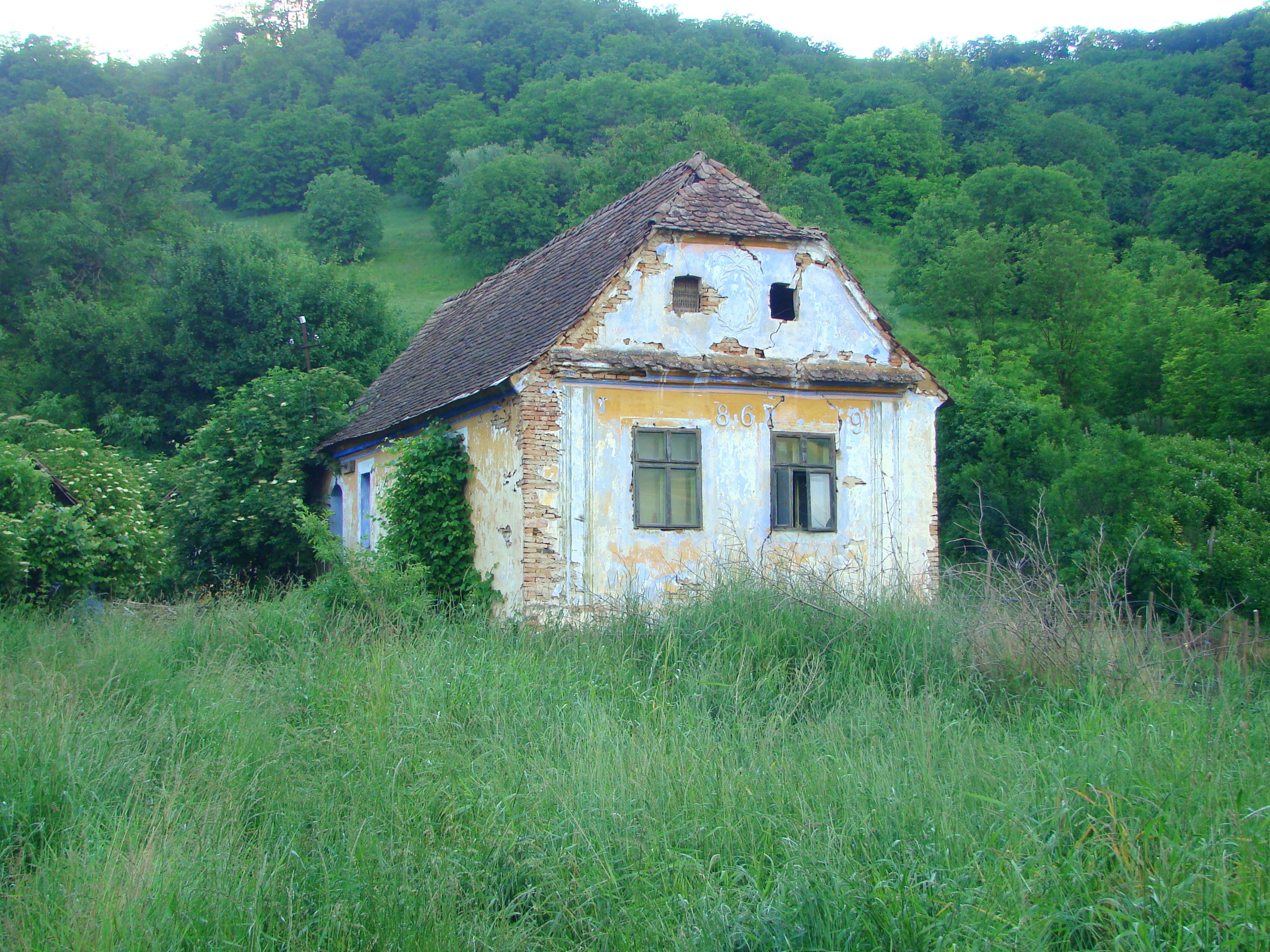
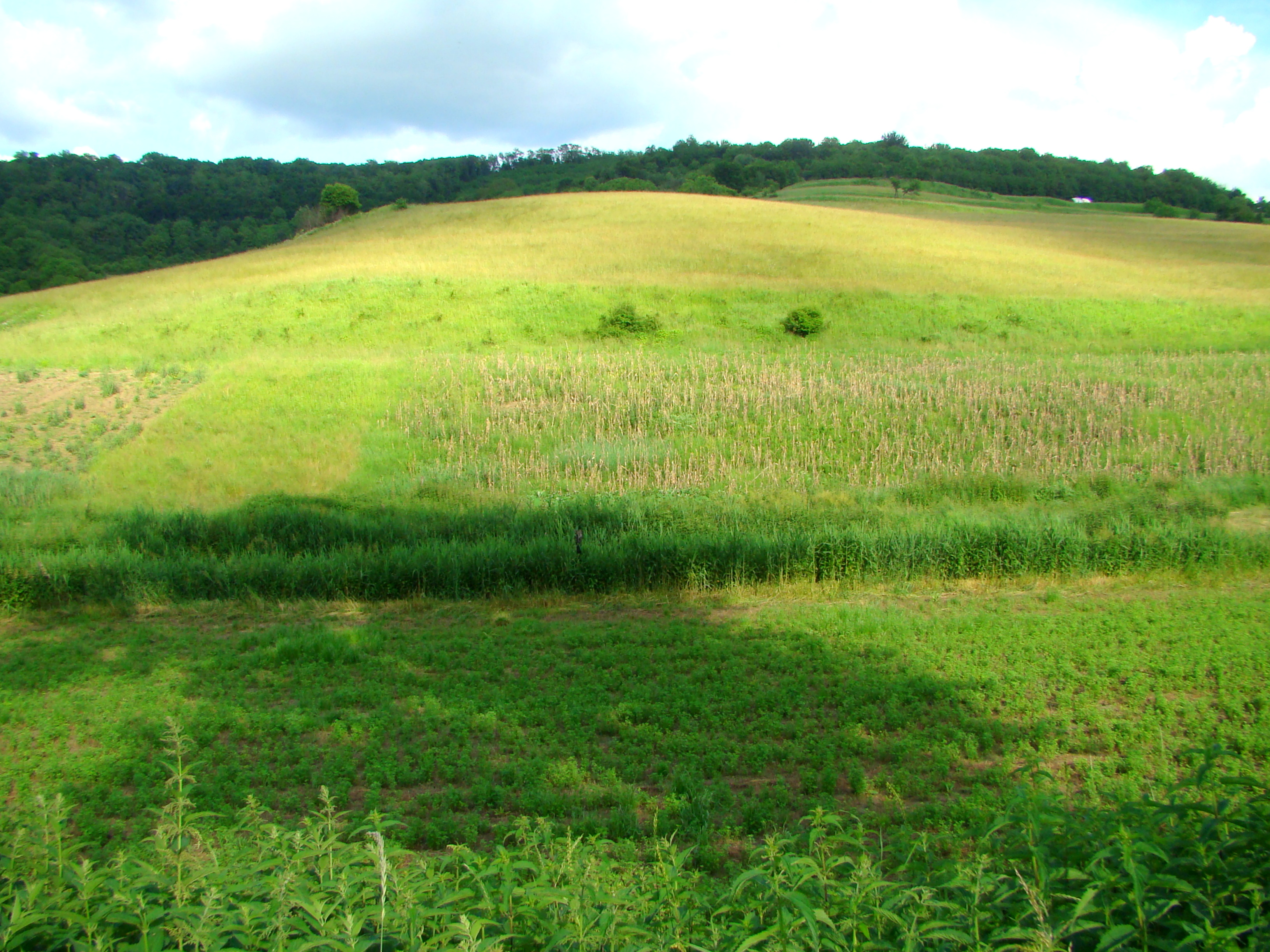
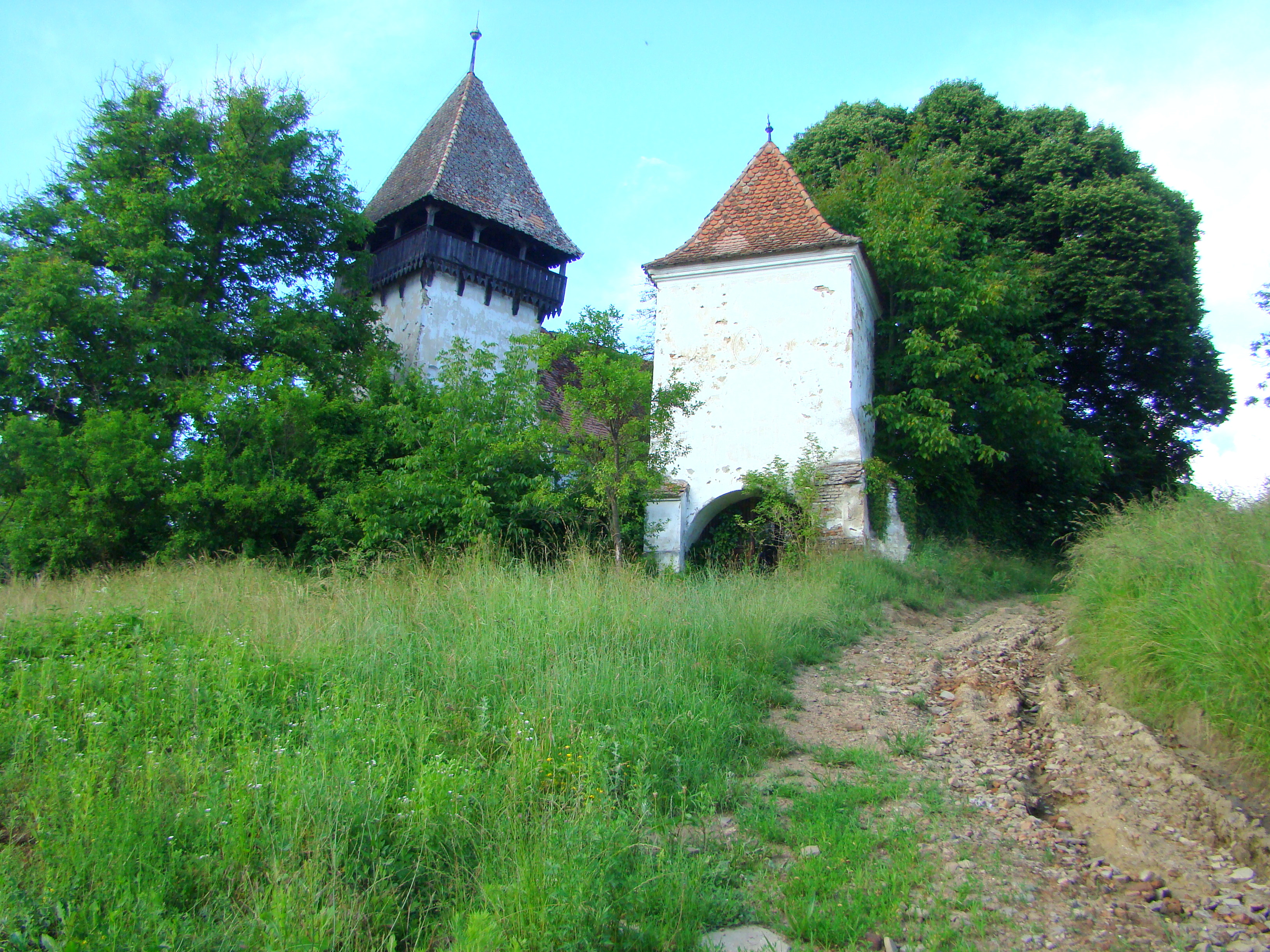
Biserica fortificată (monument istoric)
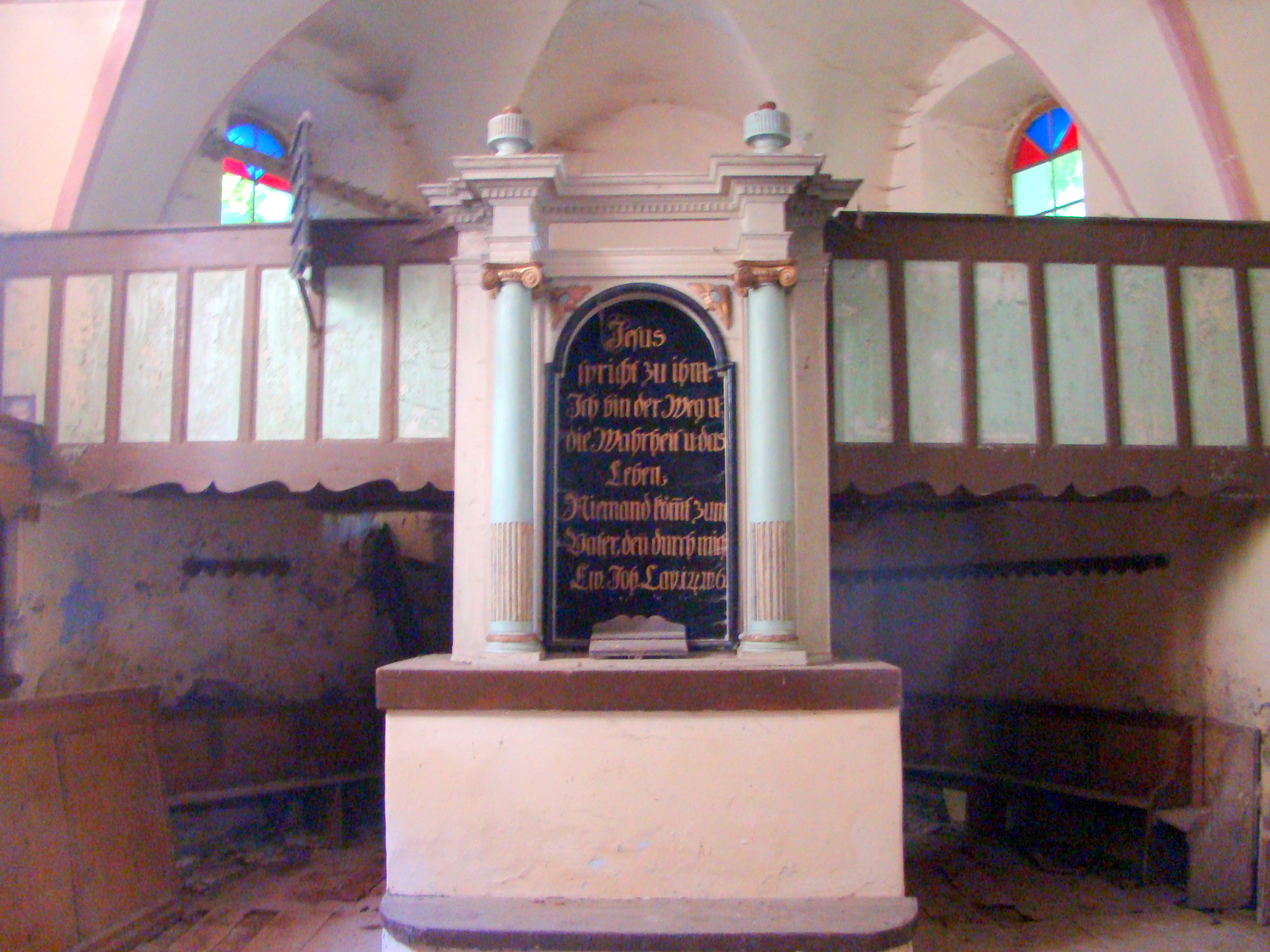
Biserica fortificată (altarul)
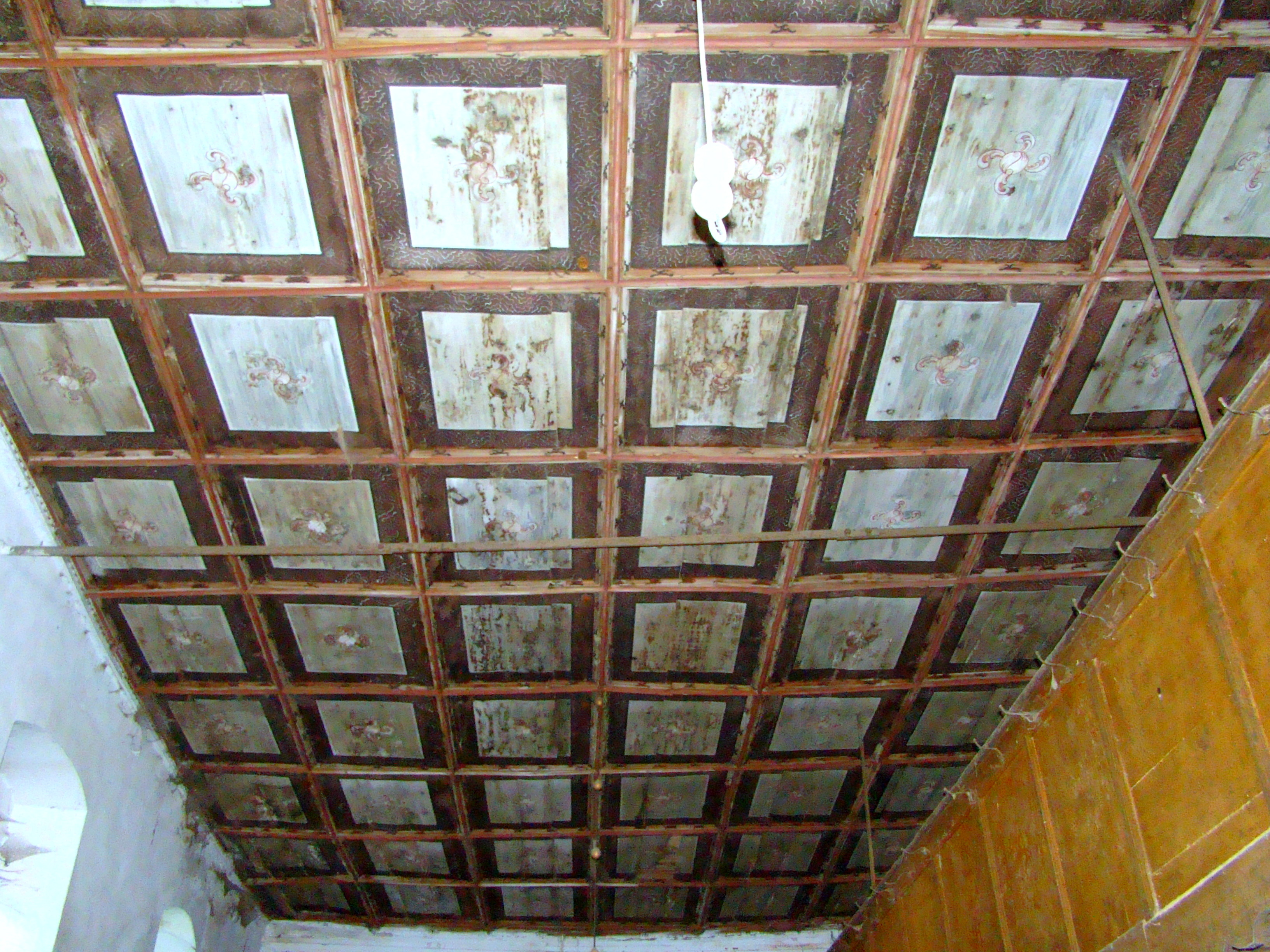
Biserica fortificată (tavanul casetat)
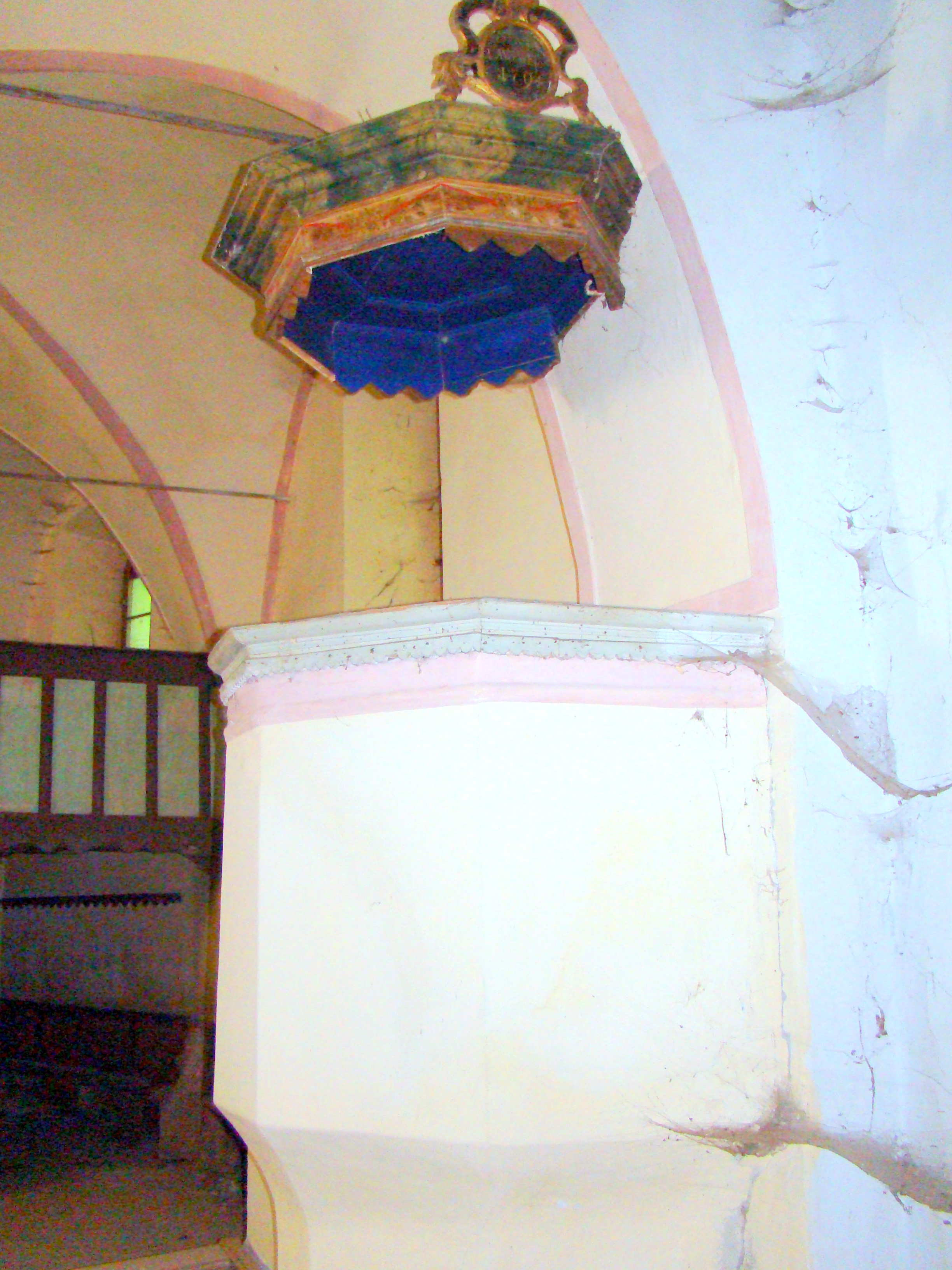
Biserica fortificată (amvonul)